# Aín Belot
Aín Belot (en árabe: عين بلوط‎, en lenguas bereberes: ⵄⵉⵏ ⵍⴱⵍoⵟ, en francés: Aïn Bellouth) es una localidad marroquí perteneciente al municipio de Buhalal, en la región de Tánger-Tetuán-Alhucemas. Desde 1912 hasta 1956 perteneció a la zona norte del Protectorado español de Marruecos.